# Duale Finanzierung
Eine duale Finanzierung bedeutet grundsätzlich, dass eine Finanzierung auf 2 Säulen beruht. Dabei wird der Begriff der Dualen Finanzierung in Deutschland zumeist mit Bezug auf die hier seit langem gesetzlich verankerte Duale Krankenhausfinanzierung benutzt.

## Bereich Krankenhäuser
Zur allgemeinen Krankenversorgung zugelassene Krankenhäuser in Deutschland unterliegen mit der Einführung des Krankenhausfinanzierungsgesetzes (KHG) am 1. Januar 1972 einer doppelten Finanzierungsgrundlage, die Refinanzierung der Investitionskosten soll demnach grundsätzlich über Zahlungen der jeweiligen Bundesländer erfolgen und die Finanzierung der Betriebskosten über all die Kostenträger/Leistungsträger inklusive Selbstzahler, die für die letztendliche Begleichung der Rechnungen der Kankenhausfälle verantwortlich sind.

### Bundesländer
Danach fördern die Bundesländer die Krankenhausinvestitionen (Grundförderung, Pauschalförderung etc.) nach den Richtlinien über das Verfahren über die Gewährung von Fördermitteln nach § 9 Abs. 1 KHG soweit sie in einem Krankenhausplan verzeichnet sind. Es besteht ein Rechtsanspruch auf staatliche Förderung für Investitionen; für Neubauten bedarf es zusätzlich der Aufnahme in ein Investitionsprogramm des Landes. In Deutschland gibt es in den einzelnen Bundesländern große Unterschiede im Umfang der Förderung. Die Fördermittel sind zweckgebunden und sind durch das KHG sowie der Landesgesetze soweit festgelegt, dass sie die förderfähigen und unter Beachtung des Versorgungsauftrages notwendigen Investitionskosten nach den Grundsätzen der Sparsamkeit und Wirtschaftlichkeit decken.

#### Einzelförderung
Mit der Einzelförderung finanzieren die Länder langfristige Investitionen, zu denen etwa Neubauten oder große Sanierungsmaßnahmen gehören.

#### Pauschalförderung
Die Pauschalförderung orientiert sich an der Anzahl der Planbetten gemäß dem Krankenhausplan und umfasst kleinere Baumaßnahmen und die Wiederbeschaffung kurzfristiger Anlagegüter (In Niedersachsen gemäß NKHG beispielsweise mit einer durchschnittlichen Nutzungsdauer von mehr als drei und bis zu 15 Jahren). Dabei setzen die entsprechenden Länder eine Wertgrenze fest. In Niedersachsen beträgt diese beispielsweise 150.000 Euro.
Mit dem Gesetz zum ordnungspolitischen Rahmen der Krankenhausfinanzierung (Krankenhausfinanzierungsreformgesetz – KHRG) von 2009 wurde die Pauschalförderung um eine leistungsorientierte Investitionspauschale ergänzt. Diese wird seit 2011/2012 in den Krankenhausgesetzen der Länder umgesetzt. Die pauschale Förderung setzt sich seitdem aus einer Grundpauschale und einer Leistungspauschale zusammen.

##### Grundpauschale
Die Grundpauschale orientiert sich an der Zahl der Planbetten und der teilstationären Plätze. Sie kann ggf. bei besonders hohen Vorhaltekosten erhöht werden. Krankenhäuser können zudem einen Zuschlag zur Förderung notwendiger Investitionen für Ausbildungsstätten (bspw. Krankenpflegeschulen) nach § 2 Nr. 1 a KHG erhalten.

##### Leistungspauschale
Die Leistungspauschale orientiert sich an der Zahl der stationär behandelten Personen (in der Regel nach den Diagnosebezogene Fallgruppen) und an dem Werteverzehr des Anlagevermögens bei besonders kostenintensiven Leistungsbereiche einer Klinik.

### Krankenhauseinnahmen durch Einnahmen aus den Behandlungsfällen
Die Finanzierung der Betriebskosten über
die Kostenträger/Leistungsträger inklusive Selbstzahler, die für die letztendliche Vergütung der Rechnungen der Behandlungsfälle der Krankenhäuser jeweils verantwortlich sind, finanzieren über diese Bezahlungen die laufenden Betriebskosten der Krankenhäuser als zweite Säule der Dualen Finanzierung.

#### Jahresbudget
Jedes Krankenhaus verhandelt grundsätzlich jährlich mit den Krankenkassen ein Jahresbudget zur Vergütung der vollstationären, teilstationären sowie vor- und nachstationären Krankenhausleistungen. Dabei wird eine bestimmte Leistungsmenge gemäß dem vom Bundesland festgelegten Versorgungsauftrag eines Krankenhauses für das Folgejahr vereinbart.
Dies gilt für Kliniken die dem g-DRG-System unterliegen ebenso wie für Kliniken, die nach dem PEPP-System gemäß Psychiatrie-Entgeltgesetz (PsychEntgG) abrechnen.

#### Erlösausgleiche
Teil dieser jährlichen Verhandlungen sind auch die Erlösausgleiche nach §4 KHEntgG § 4 KHEntgG. Im Rahmen eines im Voraus, d. h. prospektiv, verhandelten Jahresbudgets, das insbesondere bestimmte Mengen an stationären Krankenhausleistungen im Voraus beinhaltet, entstehen in den Krankenhäusern Leistungsabweichungen gegenüber der vereinbarten Leistungsmenge. Entsprechende Mehrerlöse (durch Mehrleistungen) aber auch Mindererlöse (durch Minderleistungen) werden laut Gesetz den Krankenhäusern durch diese Erlösausgleiche nachträglich teilweise vergütet. Hinzu kommen noch umfangreiche Zahlbetragserlösausgleiche für das Krankenhaus.

### Ausnahmen
Krankenhäuser, die nicht im Krankenhausplan des Landes verzeichnet sind, z. B. Rehabilitationskliniken kurz Reha-Kliniken, werden nur über die Pflegesätze nach der Bundespflegesatzverordnung (BPflV) finanziert, was eine Monistische Krankenhausfinanzierung bedeutet. Auch für reine Privatpatientenkliniken gilt die Duale Finanzierung nicht.

### Kritik
Es gibt schon seit langem verschiedene Kritikpunkte zu diesem Finanzierungssystem, darunter sind u. a.:
- Die gesetzlichen Krankenkassen kritisieren an dem System, dass die Länder durch ihre Entscheidungen zur Förderung von Investitionen auch zu Überkapazitäten führen können und die laufenden Kosten dadurch von den Krankenkassen übernommen werden müssen. Dabei sehen sie auch den Einfluss der politischen Entscheidungsträger in den Kommunen, die ähnlich wie bei Bundeswehrstandorten eine Reduzierung des Leistungsspektrums von Krankenhäusern oder deren Schließung den Verlust von Arbeitsplätzen befürchten und einen potentiellen Wirtschaftsfaktor. Die Kommunen wiederum argumentieren zusätzlich, dass auch in ländlichen Regionen trotz eines demografischen Abwärtstrends den Bürgern eine wohnortnahe medizinische Versorgung auch durch Krankenhäuser gewährleistet sein müsse und die Krankenhauskapazitäten gemeinhin als öffentliches Gut angesehen werden.
- Krankenkassenverbände kritisieren zum Teil, dass Krankenhäuser zu Lasten ihrer Mitglieder versuchten, durch erwirtschaftete Überschüsse aus der Betriebskostenrefinanzierung ihnen fehlende Investionsmittel auszugleichen.
- Viele Krankenhäuser und z. B. auch die DKG als ihre Dachorganisation kritisieren seit vielen Jahren, auch unsterstüzt z. B. von Gutachten seitens dem Deutschen Krankenhausinstitut (DKI) und der BDO, dass die deutschen Bundesländer seit langem[1] ihrem Teil an den Verpflichtungen zur Krankenhausfinanzierung teilweise sehr ungleichmäßig aber vor allem nur sehr unzureichend nachkommen. Auch mit Stand des Jahres 2022[2] bzw. 2024 besteht der dadurch erzeugte und weiter angewachsene sehr hohe Investitionsstau in vielen betroffenen deutschen Krankenhäusern weiter.

## Bereich Deutsche Bahn
Auch das Gesamtsystem der Deutschen Bahn unterliegt grundsätzlich einer historisch gewachsenen doppelten Finanzierungsgrundlage. Die Finanzierung der Investitionskosten der Infrastruktursparte DB InfraGO hat demnach grundsätzlich über Zahlungen des Bundes zu erfolgen, denn gemäß §87e (4) GG
gewährleistet die Bundesrepublik Deutschland „dass dem Wohl der Allgemeinheit, insbesondere den Verkehrsbedürfnissen, beim Ausbau und Erhalt des Schienennetzes […] Rechnung getragen wird“, weitere gesetzlichen Grundlagen sind das Deutsche Bahn Gründungsgesetz und das Bundesschienenwegeausbaugesetz (BSWAG). Die Finanzierung der Betriebskosten erfolgt über die Einnahmen durch Fahrkartenverkäufe, also durch die Endkunden, sowie für den Betrieb des durch die Deutsche Bahn durchgeführten Nahverkehrs durch Zuschüsse von den jeweiligen Bundesländern und ggf. auch von Gemeinden und neuerdings mit Einführung des Deutschlandtickets per Mai 2023 auch teilweise etwas von Seiten des Bundeshaushalts über einen Finanzierungsanteil beim Bundesministerium für Verkehr (BMV).